# Leichtathletik-Weltmeisterschaften 2011/Teilnehmer (Gibraltar)
| Gelbes Symbol für Goldmedaillen mit stilisierten Olympischen Ringen | Graues Symbol für Silbermedaillen mit stilisierten Olympischen Ringen | Braundes Symbol für Bronzemedaillen mit stilisierten Olympischen Ringen |
| ------------------------------------------------------------------- | --------------------------------------------------------------------- | ----------------------------------------------------------------------- |
| —                                                                   | —                                                                     | —                                                                       |

Der Leichtathletik-Verband Gibraltars stellte bei den Leichtathletik-Weltmeisterschaften 2011 im koreanischen Daegu einen Teilnehmer.

## Ergebnisse

### Männer

#### Laufdisziplinen
| Athlet        | Disziplin | Vorlauf        | Vorlauf | Halbfinale    | Halbfinale    | Finale        | Finale        |
| Athlet        | Disziplin | Zeit           | Platz   | Zeit          | Platz         | Zeit          | Platz         |
| ------------- | --------- | -------------- | ------- | ------------- | ------------- | ------------- | ------------- |
| Richard Blagg | 800 m     | 1:59,34 min PB | 42      | ausgeschieden | ausgeschieden | ausgeschieden | ausgeschieden |